# Поцілуночок
«Поцілуночок» — фільм 2009 року.

## Зміст
Віктор нещодавно перейшов до нової школи й одразу закохався в місцеву першу красуню і багатійку Анію. Природно, дівчина спершу не звертає уваги на скромного і непоказного хлопця, коли поруч є красені її кола, але герой не здається і постійно намагається потрапляти своїй коханій на очі. Через деякий час його завзятість приносить перші плоди.